# Xenorhina ocellata
Xenorhina ocellata är en groddjursart som beskrevs av Van Kampen 1913. Xenorhina ocellata ingår i släktet Xenorhina och familjen Microhylidae. IUCN kategoriserar arten globalt som otillräckligt studerad. Inga underarter finns listade i Catalogue of Life.